# Alectra picta
Alectra picta là loài thực vật có hoa thuộc họ Cỏ chổi. Loài này được (Hiern) Hemsl. mô tả khoa học đầu tiên năm 1906.